# Platan západní
Platan západní (Platanus occidentalis) je druh listnatého stromu původem ze Severní Ameriky. V České republice je pěstován jako okrasná dřevina.

## Popis

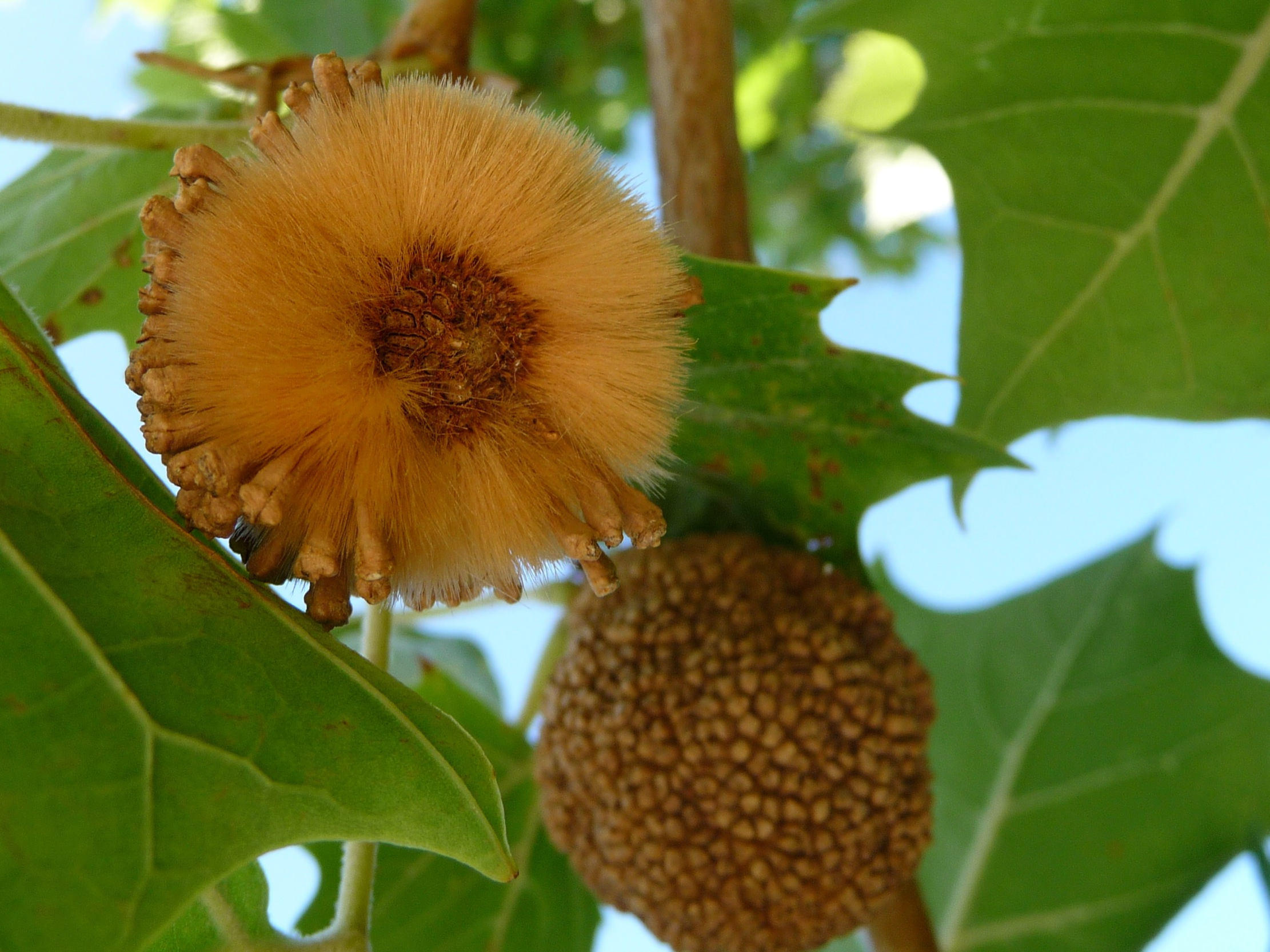
Plodenství platanu západního

Jedná se o mohutný strom, který ve své domovině dosahuje výšky i přes 50 m a kmen dosahuje až 4 m v průměru. Borka je v dolní části kmene odlučná v malých šupinách, nápadně menších než v případě platanu javorolistého. Listy jsou jednoduché, střídavé, s dlouhými řapíky, čepele jsou relativně velké, nejčastěji 6–20 cm dlouhé a 6–25 cm široké, většinou mělce trojlaločné až 3–5 klané. Květy jsou jednopohlavné uspořádané květenství, hustých hlávek, samčí a samičí odděleně v různých hlávkách. Kalich i koruna je velmi nenápadná, šupinovitá. Samičí hlávky bývají jednotlivé, jen výjimečně po dvou. Plodem je nažka (některými autory považovaná za oříšek), nažky jsou uspořádány do hustých plodenství, hlávek, které mají asi 2,5–3 cm v průměru. Na bázi nažky je věneček chlupů, pomocí kterých se nažka šíří větrem (anemochorie). Vrchol nažky je polokulovitě vypouklý s 1–2 mm dlouhým zbytkem čnělky. Počet chromozómů je 2n=42.

## Rozšíření
Platan západní je přirozeně rozšířen ve východní části USA, a to od Velkých jezer na severu po Texas na jih, izolované lokality jsou až v Mexiku. Vyhledává především vlhčí půdy u potoků, jezer či ve vlhkých roklích.

## Význam
Je pěstován jako okrasný strom v parcích a městech, poměrně běžně i v České republice, i když méně často než platan javorolistý..